# Бутина
Бутина, натколеница, бедро или бут, део је људског тела између карлице и колена. У бутини се налази само једна кост (бутна кост - фемур) и бројни мишићи. То је парни део тела - на обе ноге налази се по једна бутина.
Бутине кроз артерије снабдевају крвљу доње удове. На бутну кост се припајају бројни мишићи, тзв. мишићи натколенице. Између мишића пролазе пробојне гране дубоке бутне артерије и ишијадични живац.

## Пресек бутине
Мишићи натколенице су груписани у три ложе:
- предња ложа у којој се налазе терзијски или кројачки мишић (m.sartorius) и четвороглави мишић натколенице (m. quadriceps femoris: rectus femoris, vastus medialis, vastus intermedius, vastus lateralis)
- унутрашња ложа у којој се налази 5 мишића адуктора, тзв. „мишићи јахања“ (adductor magnus, adductor longus, adductor brevis, pectineus, gracilis)
- задња ложа у којој се налазе три мишића: двоглави мишић натколенице (m. biceps femoris), полутетивни (m. semitendinosus) и полуопнасти мишић (m. semimembranosus)

## Крвни судови
Кроз бутину пролази бутна артерију (arteria femoralis). Она је наставак спољне бочне артерије (arteria iliaca externa), а сама се наставља у потколеничну артерију (arteria poplitea).

## Нерви
Кроз бутину пролазе следећи нерви:
- бутни живац (n.femoralis) који инервише предњу ложу мишића[2]
- седални живац (n. ischiadicus) који инервише задњу ложу мишића
- запорни живац(n. obturatorius) који инервише унутрашњу ложу мишића